# Campionat d'Europa de persecució per equips masculí
|  | Aquest article és sobre la competició masculina. Per a la competició femenina, vegeu Campionat d'Europa de persecució per equips femení |

El Campionat d'Europa de persecució per equips masculins és el campionat d'Europa de Persecució per equips organitzat anualment per la UEC. Es porten disputant des del 2010 dins els Campionats d'Europa de ciclisme en pista.

## Pòdiums dels Guanyadors
| Proves | Or | Plata                                                                                                | Bronze |
| 2010   | Regne Unit · Steven Burke · Edward Clancy · Jason Queally · Andrew Tennant                                            | Rússia · Ievgueni Kovaliov · Ivan Kovaliov · Aleksei Màrkov · Alexander Serov                        | Països Baixos · Levi Heimans · Arno Van Der Zwet · Tim Veldt · Sipke Zijlstra                                                            |
| 2011   | Regne Unit · Steven Burke · Edward Clancy · Peter Kennaugh · Geraint Thomas                                           | Dinamarca · Michael Mørkøv · Casper Folsach · Lasse Norman Hansen · Rasmus Christian Quaade          | Rússia · Ievgueni Kovaliov · Ivan Kovaliov · Valeri Kaikov · Víktor Manakov                                                              |
| 2012   | Rússia · Artur Ierxov · Valeri Kaikov · Aleksei Màrkov · Alexander Serov                                              | Alemanya · Maximilian Beyer · Henning Bommel · Lucas Liss · Theo Reinhardt                           | Itàlia · Liam Bertazzo · Ignazio Moser · Paolo Simion · Elia Viviani · Michele Scartezzini (q)                                           |
| 2013   | Regne Unit · Steven Burke · Edward Clancy · Owain Doull · Andrew Tennant                                              | Rússia · Ievgueni Kovaliov · Ivan Kovaliov · Artur Ierxov · Alexander Serov                          | Països Baixos · Tim Veldt · Dion Beukeboom · Roy Eefting · Jenning Huizenga                                                              |
| 2014   | Regne Unit · Jonathan Dibben · Edward Clancy · Owain Doull · Andrew Tennant                                           | Alemanya · Henning Bommel · Theo Reinhardt · Nils Schomber · Kersten Thiele                          | Rússia · Ievgueni Kovaliov · Ivan Kovaliov · Alexei Kurbatov · Alexander Serov                                                           |
| 2015   | Regne Unit · Jonathan Dibben · Bradley Wiggins · Owain Doull · Andrew Tennant · Steven Burke (q) · Matthew Gibson (q) | Suïssa · Silvan Dillier · Stefan Küng · Frank Pasche · Thery Schir                                   | Dinamarca · Lasse Norman Hansen · Daniel Henning Hartvig · Casper Philip Pedersen · Rasmus Christian Quaade · Mathias Moller Nielsen (q) |
| 2016   | França · Thomas Denis · Corentin Ermenault · Florian Maitre · Benjamin Thomas · Sylvain Chavanel (q)                  | Itàlia · Filippo Ganna · Simone Consonni · Francesco Lamon · Michele Scartezzini · Liam Bertazzo (q) | Regne Unit · Matthew Bostock · Oliver Wood · Kian Emadi-Coffin · Mark Stewart · Steven Burke (q)                                         |
| 2017   | França · Louis Pijourlet · Corentin Ermenault · Florian Maitre · Benjamin Thomas · Thomas Denis (q)                   | Itàlia · Liam Bertazzo · Filippo Ganna · Francesco Lamon · Simone Consonni · Michele Scartezzini (q) | Rússia · Alexander Evtushenko · Mamyr Stash · Dmitriy Sokolov · Alexey Kurbatov · Sergey Shilov (q)                                      |